# Балка Бузова (притока Берестової)
Балка Бузова (рос. Яр Лозаревичів, Б. Бузова; б. Бузовая) — річка в Україні у  Зміївській міській громаді Чугуївського району й Старовірівській сільській громаді Берестинського району Харківської області. Ліва притока річки Берестової (басейн Чорного моря).

## Опис
Довжина балки — 3,7 км, найкоротша відстань між витоком і гирлом — 4,44  км, коефіцієнт звивистості річки — 1,10 . Формується декількома балками та загатами.

## Розташування
Бере початок на південно-східній околиці села Роздольне. Тече переважно на північний захід через село і у селі Охоче впадає у річку Берестову, праву притоку Орелі.

## Притоки
- Балка Глибока — ліва притока, впадає на західній околиці села Роздольне

## Цікаві факти
- У минулому столітті на балці існувала багато газових свердловин[2].